# Quintetto del Suono
Il Quintetto del Suono (音隠れの忍五人衆?, Otogakure no Shinobi Gonin Shū), poi divenuto il Quartetto del Suono (音隠れの忍四人衆?, Otogakure no Shinobi Yonin Shū) dopo l'abbandono di Kimimaro, è una squadra immaginaria della serie manga e anime Naruto, del mangaka Masashi Kishimoto. È composta da cinque membri capitanati da Kimimaro Kaguya e, in seguito, da quattro capitanati da Sakon e Ukon. I membri sono dei subordinati di Orochimaru. Vengono tutti uccisi dai ninja della Foglia con l'aiuto del ninja della Sabbia.

## Caratteristiche
I membri del gruppo indossano lo stesso tipo di abbigliamento; un completo di colore beige e una shimenawa intorno alla vita per preservare lo stile di vestiario di Orochimaru.
Con l'eccezione di Kimimaro, gli altri quattro membri del gruppo (senza contare Ukon) sono addetti a una porta del Villaggio del Suono:
- Jirobo, guardiano della porta Sud.
- Kidomaru, guardiano della porta Est.
- Sakon, guardiano della porta Ovest.
- Tayuya, guardiana della porta Nord.

Ogni membro del gruppo tende ad avere un difetto che provoca il rallentamento della squadra durante una missione: Jirobo si ferma costantemente per mangiare, Kidomaru gioca con i suoi avversari, Sakon è solito vantarsi della sua superiorità, mentre Tayuya è estremamente orgogliosa.

## Jirobo
Jirobo (次郎坊?, Jirobo) è il terzo membro del gruppo a essere creato da Kishimoto che decise che Jirobo avrebbe dovuto essere il più grande del gruppo.
Jirobo partecipa all'attacco del Villaggio della Foglia dove erige una barriera per permettere a Orochimaru di uccidere il Terzo Hokage senza interferenze. Dopo il combattimento di Orochimaru, Jirobo fugge insieme con quest'ultimo. In seguito viene inviato da Orochimaru per reclutare Sasuke Uchiha e condurlo nel Villaggio del Suono. Per difendere Sasuke dai ninja della Foglia, Jirobo decide di affrontare Choji. Dopo un lungo combattimento, Jirobo viene ucciso con un pugno fatale in pieno petto da Choji, dopo che quest'ultimo aveva ingerito l'ultima pillola del clan Akimichi rimasta (quella al peperoncino rosso).

Segno maledetto di Jirobo.

Solo nell'anime, con i suoi compagni, viene resuscitato da Kabuto Yakushi durante la quarta guerra ninja. Viene facilmente sconfitto da Choji, ma grazie alla tecnica del Ritorno Dal Mondo Sotterraneo porta il suo avversario in una gigantesca barriera a forma d'occhio, in cui Jirobo è immortale. Affronta qui Choji, riuscendo a metterlo in difficoltà sia perché immortale e sia perché ha acquisito un segno maledetto ancora più potente. Tuttavia la barriera viene distrutta da Naruto, il quale uccide definitivamente sia Jirobo sia i suoi compagni con un potentissimo Rasengan.
Ha una personalità che ricorda molto il suo avversario Choji. Non gli piace quando Tayuya lo tratta con superiorità o quando lo chiama grassone.. Apparentemente è il più calmo del gruppo, ma durante lo scontro con Choji dimostra una personalità arrogante e crudele. Jirobo ha la caratteristica di arrivare sempre per ultimo, in quanto durante il viaggio si ferma a mangiare spesso. Nel manga afferma più volte di essere affamato.
Jirobo è fisicamente il membro più forte del quartetto del suono ma dopotutto il più debole, secondo gli altri membri del gruppo. Il suo stile di combattimento consiste soprattutto in colpi fisici uniti all'abilità di usare il suo chakra per comandare la terra. È in grado di staccare grosse quantità di terra la suolo, creare barriere con lastre di roccia e assorbire il chakra degli avversari intrappolati. Quando è nella forma del secondo livello del segno maledetto la sua pelle diventa rossa, i suoi capelli diventano un'enorme chioma arancione che scende giù per la schiena, i suoi occhi diventano tutti neri, e acquista una forza dieci volte superiore al normale. È doppiato da Kenta Miyake e in italiano da Walter Rivetti.

## Tayuya
Tayuya (多由也?) è stata il secondo membro del gruppo a essere creata da Kishimoto che decise sarebbe stata l'unica donna in un gruppo di maschi.

Segno maledetto di Tayuya.

Tayuya partecipa all'attacco del Villaggio della Foglia dove erige una barriera per permettere a Orochimaru di uccidere il Terzo Hokage senza interferenze. Dopo il combattimento di Orochimaru, Tayuya fugge insieme con quest'ultimo. In seguito viene inviata da Orochimaru per reclutare Sasuke Uchiha e condurlo nel Villaggio del Suono. Per difendere Sasuke dai ninja della Foglia, Tayuya decide di affrontare Shikamaru. In questa occasione riesce a sopraffare quest'ultimo, ma poco prima di eliminarlo sopraggiunge Temari che, evocando la donnola Kamatari, riesce a ucciderla schiacciandola sotto un albero.
Solo nell'anime, con i suoi compagni, viene resuscitata da Kabuto Yakushi durante la quarta guerra ninja. Viene facilmente sconfitta da Shikamaru, ma grazie alla tecnica del Ritorno Dal Mondo Sotterraneo porta il suo avversario in una gigantesca barriera a forma d'occhio, in cui Tayuya è immortale. Affronta qui Shikamaru, riuscendo a metterlo in difficoltà sia perché immortale e sia perché ha acquisito un segno maledetto ancora più potente. Tuttavia la barriera viene distrutta da Naruto, il quale uccide definitivamente sia Tayuya sia i suoi compagni con un potentissimo Rasengan.
Ha un temperamento aggressivo soprattutto col suo compagno di squadra Jirobo, ma è davvero forte. Tayuya è molto intelligente e può pensare a eccellenti strategie e tattiche di combattimento, è perfino in grado di eseguire genjutsu con il suo flauto. Spesso, però, tenta di ottenere la vittoria anche con la sola forza bruta. Tayuya è l'unico membro del quartetto che mostra un senso di moralità; poco prima di incominciare a combattere contro Shikamaru gli domanda se sta pensando razionalmente. «Ogni volta che ci raggiungi devi sacrificare uno dei tuoi compagni per non lasciarci scappare. Perché sacrificare quattro uomini per recuperarne uno che potrebbe non volere tornare indietro?».
La sua principale e sola arma è il suo flauto, che usa per lanciare genjutsu sonori molto potenti. Può evocare tre potenti demoni (Doki o Oni) e controllarli con il flauto demoniaco in modo che combattano al posto suo. La sua preferenza per il combattimento a lunga distanza basato sul suono la rende vulnerabile nel combattimento ravvicinato. Quando è nella sua forma del secondo livello del segno maledetto le crescono i capelli, la sua pelle diventa marrone scura e le crescono un paio di corna sulla testa. Acquista inoltre un grande chakra che le permette di sopraffare anche le varie tecniche ombra di Shikamaru.
È stato commercializzato diverso merchandise basato su Tayuya, incluse figurine e peluche. È doppiata da Akeno Watanabe e in italiano da Gea Riva (Naruto), Ludovica De Caro (Naruto: Shippudenep. 113) e Annalisa Usai (Naruto Shippuden ep. 303-305).

## Kidomaru
Kidomaru (鬼童丸?) è stato il primo membro del gruppo a essere creato da Kishimoto che decise di dargli dei tratti e delle capacità dei ragni.
Kidomaru partecipa all'attacco del Villaggio della Foglia dove erige una barriera per permettere a Orochimaru di uccidere il Terzo Hokage senza interferenze. Dopo la sconfitta di Orochimaru, Kidomaru fugge insieme con quest'ultimo. In seguito viene inviato da Orochimaru per reclutare Sasuke Uchiha e condurlo nel Villaggio del Suono. Per difendere Sasuke dai ninja della Foglia, Kidomaru decide di affrontare Neji. Dopo un lungo combattimento, Kidomaru viene ucciso da Neji tramite il Juken, che è stato trasportato dal filo di chakra utilizzato da Kidomaru per controllare i kunai.

Segno maledetto di Kidomaru.

Solo nell'anime, con i suoi compagni, viene resuscitato da Kabuto Yakushi durante la quarta guerra ninja. Viene facilmente sconfitto da Neji, ma grazie alla tecnica del Ritorno Dal Mondo Sotterraneo porta il suo avversario in una gigantesca barriera a forma d'occhio, in cui Kidomaru è immortale. Affronta qui Neji, riuscendo a metterlo in difficoltà sia perché immortale e sia perché ha acquisito un segno maledetto ancora più potente. Tuttavia la barriera viene distrutta da Naruto, il quale uccide definitivamente sia Kidomaru sia i suoi compagni con un potentissimo Rasengan.
Kidomaru è un eccellente osservatore, capace di individuare il punto debole del suo avversario velocemente e in modo alquanto efficiente. Gli piace giocare con i suoi nemici prima di ucciderli. Sembra preferire il combattimento a distanza che gli dà un considerevole vantaggio e gli consente di evitare il combattimento ravvicinato. Tutto questo esattamente come un vero ragno.
Kidomaru ha alcune caratteristiche da ragno; possiede quattro braccia in più del normale per un totale di otto arti e ha la capacità di tessere ragnatele. Tesse le sue ragnatele con uno speciale tipo di liquido creato unendo i fluidi del corpo con il suo chakra. È anche capace di creare un denso liquido dorato che si indurisce dando un metallo che blocca il chakra. Questo materiale può usarlo come armatura o per fabbricare kunai, frecce o anche archi, potendo essere anche elastico secondo la volontà di Kidomaru. Quando è nella sua forma del secondo livello del Segno Maledetto diventa ancora più simile a un ragno; la sua pelle si inscurisce, gli crescono dei lunghi capelli bianchi, apre il terzo occhio sulla fronte (che normalmente è coperto dal coprifronte) e infine acquisisce l'abilità di controllare il tragitto delle sue frecce con un filo di chakra. Kidomaru inoltre può anche evocare Kyodaigumo, un gigantesco ragno capace di generare altrettanti piccoli ragni che attaccano il nemico.
È stato commercializzato vario merchandise basato su Kidomaru, incluse figurine e peluche. È doppiato da Susumu Chiba e Ruggero Andreozzi.

## Sakon e Ukon
Sakon e Ukon (左近 - 右近?, Sakon to Ukon) sono due personaggi della serie anime e manga Naruto, scritto e disegnato dal mangaka Masashi Kishimoto. Il nome Sakon significa letteralmente "sinistra", mentre il nome Ukon significa letteralmente "destra".
Nella serie, Sakon e Ukon sono stati dei ninja del Villaggio immaginario del Suono. Egli è stato il leader, dopo Kimimaro, del Quartetto del Suono (音隠れの忍四人衆?, Otogakure no Shinobi Yonin Shū). Nonostante i due nomi, sono due esseri uniti nello stesso corpo, controllato per la maggior parte del tempo dal primo dei due. Sakon è stato il membro finale del Quartetto del Suono a essere creato da Masashi Kishimoto. L'autore aveva, però, difficoltà a decidere chi avrebbe dovuto combattere contro Sakon. Alla fine, dopo aver scelto Kiba e Akamaru, Kishimoto creò anche Ukon, in modo da creare un combattimento due contro due.
Sakon e Ukon partecipano all'attacco del Villaggio della Foglia dove erigono una barriera per permettere a Orochimaru di uccidere il Terzo Hokage senza interferenze. Dopo il combattimento di Orochimaru, Sakon e Ukon fuggono insieme con quest'ultimo. In seguito vengono inviati da Orochimaru per reclutare Sasuke Uchiha e condurlo nel Villaggio del Suono. Per difendere Sasuke dai ninja della Foglia, Sakon e Ukon decidono di affrontare Kiba e Akamaru. In questa occasione, nonostante vengano divisi dai loro avversari che utilizzano la loro tecnica più potente "le zanne del lupo", riescono a sopraffare i due, ma poco prima di eliminarli sopraggiunge Kankuro. Alla fine sia Sakon sia Ukon vengono sconfitti e uccisi dalle Marionette dell'alleato del Villaggio della Sabbia.
Nell'anime, Sakon e Ukon vengono resuscitati insieme con tutto il Quartetto del Suono da Kabuto con la Tecnica della Resurrezione. Si dirige a combattere contro Kiba e Akamaru per vendicarsi ma viene sconfitto facilmente come gli altri suoi compagni di squadra. Successivamente, Sakon e Ukon attivano la Tecnica Spazio-Tempo Infernale dove intrappolano l'anima di Kiba e Akamaru all'interno di una barriera insieme con Shikamaru, Choji e Neji. Successivamente si reca all'interno della sfera insieme con i suoi compagni per uccidere i ninja della foglia. Successivamente vengono trovati da Naruto che libera le anime dei suoi amici e sconfiggere l'interno Quartetto del Suono.
I due fratelli hanno personalità molto simili, con l'eccezione di alcune caratteristiche che li distinguono. Sakon ha una mente distorta e si diverte a insultare l'avversario. Orochimaru sottolinea come a Sakon talvolta aggradi lasciare intendere di essere il capo dei quattro del suono, trattando gli altri tre con superiorità e infliggendo torture inutili ai nemici in fin di vita. Questo atteggiamento diventa ancora più accentuato se Sakon perde la pazienza (quando Akamaru gli urina in faccia, per esempio). Orochimaru dice che questo suo vizio può rallentare il gruppo ancora più di quelli di Jirobo e Kidomaru. Ukon, invece, è molto simile al fratello, ma è più impaziente di quest'ultimo, come si vede quando gli dice di sbarazzarsi di Kiba in fretta e attivare il secondo livello del segno maledetto mentre questi voleva giocarci ancora un po'.

Segno maledetto di Sakon e Ukon.

Entrambi i fratelli possiedono un'abilità innata che consente loro di fondere i propri corpi a livello cellulare.. Sakon è dotato di un'incredibile potenza e velocità (Orochimaru lo definisce come il migliore dei quattro), ma queste non sono le sole cose che ha a disposizione. Ukon generalmente resta addormentato nel corpo di Sakon a meno che non ci sia bisogno di lui in combattimento, e in tal caso raddoppia effettivamente la forza degli attacchi fisici di Sakon.. I fratelli possono anche scambiarsi di posto se necessario, ma Ukon fa notare che non è qualcosa a cui è abituato e che li rende più deboli. Possono anche fondersi con i corpi degli altri e distruggere le cellule dell'ospite dall'interno, come dei parassiti. Nella loro forma del secondo livello del segno maledetto, i due fratelli prendono le sembianze di un orco, anche se hanno un solo corno (Sakon sul lato sinistro, mentre Ukon sul lato destro). Questa forma aumenta le loro abilità di guarigione e se vengono feriti gravemente gli conferiscono una specie di armatura con cui possono sostituire ogni parte del corpo. Inoltre insieme possono evocare il Rashomon.
È stato commercializzato vario merchandise basato su Sakon e Ukon, incluse figurine e peluche. Sono doppiati da Shunsuke Sakuya e in italiano rispettivamente da Davide Albano e Alberto Sette.

## Kimimaro Kaguya
Kimimaro Kaguya (かぐや 君麻呂?, Kaguya Kimimaro) è un seguace di Orochimaru ed ex-leader del Quintetto del Suono. Inizialmente un bambino dolce, solitario ed emarginato, con il tempo Kimimaro è diventato uno dei più fedeli subordinati di Orochimaru. Nonostante questo, però, non è per niente malvagio, ma le sue azioni sono giustificate dalla fedeltà che prova per il suo maestro al quale è disposto persino a cedere volontariamente il suo corpo come contenitore. Quando, a causa della grave malattia, Kimimaro non può più cedere il suo corpo a Orochimaru, mette a repentaglio la sua vita pur di portare Sasuke Uchiha da Orochimaru, il quale aveva scelto l'Uchiha proprio come nuovo contenitore. In questa occasione, Kimimaro rivela che non si muove più con i muscoli, bensì con la propria forza di volontà. Kimimaro è molto severo nelle missioni e, al fallimento di Tayuya, le dice anche che alla prima occasione l'avrebbe uccisa per non avere compiuto la missione. Il nome di Kimimaro è formato dalle parole "Kimi" (君), che indica un antico titolo giapponese della nobiltà, e "maro" (麻呂), che è riferito in giapponese alle persone che hanno sopracciglia sottili o rasate.
Kimimaro appare in molti videogame tra i quali la serie di Naruto: Clash of Ninja e la serie di Naruto: Ultimate Ninja. Inoltre nell'anime, Kimimaro appare anche in una scena filler insieme con Zabuza e Haku. Nella seconda serie, Kimimaro ricompare da morto in alcuni Omake, ovvero il termine giapponese con cui vengono indicati gli extra o i bonus aggiunti a un'opera di fantasia, in questo caso l'anime.

Segno maledetto di Kimimaro.

Kimimaro è un ninja del Clan Kaguya. Durante lo scontro tra il suo clan e il Villaggio della Nebbia, Kimimaro riuscì a sopravvivere e si unì a Orochimaru, il quale, affascinato dalla sua forza, sperava che un giorno potesse diventare il suo nuovo contenitore. In seguito, però, dopo essere entrato nel Quintetto del Suono, Kimimaro fu afflitto dalla malattia e fu costretto ad abbandonare il gruppo ma, cosa più importante, il ruolo di contenitore del suo maestro. Durante il periodo in cui era nelle grazie di Orochimaru, Kimimaro divenne amico di Jugo e dimostrava di essere l'unico in grado di controllare i suoi istinti omicidi.
Durante lo scontro tra il suo gruppo e i ninja della Foglia, Kimimaro decide di raggiungere il campo di battaglia per recuperare Sasuke Uchiha, nuovo contenitore di Orochimaru. Viene fermato prima da Naruto, con cui ingaggia un breve combattimento, finché il ninja della Foglia non viene sostituito in combattimento da Rock Lee. In aiuto di quest'ultimo giunge anche Gaara, il quale, dopo un duro scontro, riesce a sconfiggerlo, ma solo perché Kimimaro muore un istante prima di dare il colpo di grazia all'avversario a causa della sua malattia.
Kimimaro viene resuscitato tramite la Tecnica della Resurrezione di Kabuto Yakushi durante la quarta grande guerra e viene introdotto in una squadra composta dalla vecchia Chiyo e Hanzo mandati come rinforzi da Chukichi per la squadra di imboscate e diversivi di Alba contro la squadra incursione comandata da Kankuro. In seguito, con l'arrivo di Mifune, Kimimaro affronta i samurai della quinta divisione, e reincontra Naruto. Tornerà nell'aldilà dopo che la Tecnica della Resurrezione verrà annullata dallo stesso Kabuto, sotto effetto di un'illusione dello Sharingan di Itachi Uchiha.

L'omero che viene estratto dalla spalla per eseguire la tecnica del Ballo della Camelia.

Kimimaro è l'unico possessore dell'abilità innata dello Shikotsumyaku (屍骨脈? lett. "Manipolazione delle Ossa"), grazie alla quale è in grado di modificare a piacimento la forma delle sue ossa tramite il controllo delle cellule che le generano. Questa caratteristica lo rende perfetto soprattutto per il combattimento ravvicinato, ma anche per quello a distanza, riuscendo a sparare dalle mani piccoli ma letali proiettili d'ossa. Kimimaro tramite la sua abilità innata può utilizzare cinque Danze  (舞?, Mai): la Danza del Salice (柳の舞?, Yanagi no Mai), la Danza della Camelia (椿の舞?, Tsubaki no Mai), la Danza del Larice (唐松の舞?, Karamatsu no Mai), la Danza della Clematide (鉄線花の舞?, Tessenka no Mai) e infine la Danza dei Germogli di Felce (早蕨の舞?, Sawarabi no Mai).
Kimimaro è anche in possesso del Segno maledetto di Orochimaru, con cui aumenta non solo la forza fisica, ma anche la velocità. Inoltre, cosa più importante, il segno maledetto permette a Kimimaro di resistere meglio alla sua malattia e di ritardare la sua morte. Kimimaro è anche in grado di utilizzare il segno maledetto al secondo livello. In questa versione, Kimimaro cambia notevolmente di aspetto: la sua pelle diventa grigio scuro, ottiene l'aspetto di una specie di dinosauro, con tanto di coda, e inoltre gli spuntano diverse grandi ossa. Oltre a questa sua abilità speciale, Kimimaro è portato anche nelle arti marziali; infatti riesce a combattere alla pari con Rock Lee, riuscendo anche a prevedere ogni suo movimento. È doppiato da Toshiyuki Morikawa e Paolo Sesana.